# Y Kant Tori Read
Y Kant Tori Read was een synthpopband gevormd in 1984. De naam van de band verwijst naar de afkeer die de zangeres van de band, Tori Amos, van bladmuziek heeft. In de band zaten ook Kim Bullard (later in Kajagoogoo), Matt Sorum (later in Guns N' Roses) en Steve Canton.
Het album flopte.

## Discografie
- 1988 - Y Kant Tori Read (album)
- 1988 - The Big Picture (single)
- 1988 - Cool on Your Island (single)